# Colegiul Național „George Coșbuc” din Năsăud
Colegiul Național „George Coșbuc” din Năsăud este o instituție școlară preuniversitară ce funcționează într-un edificiu educațional, monument istoric, aflat pe teritoriul orașului Năsăud.

## Istoric
Este una dintre cele mai cunoscute școli superioare greco-catolice din Transilvania, cunoscută și sub numele Gimnaziul grăniceresc greco-catolic din Năsăud, a fost inaugurată în data de 4 octombrie 1863 sub titulatura de Gimnaziu grăniceresc „Francisc Iosefian”. Primul director al instituției a fost vicarul foraneu greco-catolic al Rodnei, protopopul Năsăudului, Grigore Moisil.

## Elevi
- Ion Pop-Reteganul (1853-1905), pedagog, prozator, publicist și folclorist
- Gherasim Domide (1856-1909), protopop greco-catolic al Bistriței, memorandist
- Iuliu Moisil (1859-1947), inginer, profesor și publicist, membru de onoare al Academiei Române
- George Coșbuc (1866-1918), scriitor
- Miron Cristea (1868-1939), patriarh al Bisericii Ortodoxe Române
- Virgil Șotropa (1867-1954), profesor de limba și literatura română, membru de onoare al Academiei Române
- Iuliu Prodan (1875-1959), botanist, profesor universitar, membru de onoare al Academiei de Științe din România și membru corespondent al Academiei Române
- Vasile Șuteu (1876-1938), germanist, directorul Liceului „Cantemir Vodă” din București
- Constantin Moisil (1876-1958), profesor de istorie, arheolog și numismat, directorul Cabinetului Numismatic al Academie Române, membru de onoare al Academiei Române
- Nicolae Drăganu (1884-1939), filolog, academician
- Liviu Rebreanu (1885-1944), scriitor
- Emil Isac (1886-1954), poet și publicist, membru corespondent al Academiei Române
- Leon Daniello (1898-1970), medic, academician
- Sever Pop (1901-1961), lingvist, profesor univeristar
- Ioan Cherteș (1911-1992), episcop greco-catolic, deținut politic
- Alexandru Husar (1920-2009), filozof și istoric literar, profesor universitar
- Teodor Tanco (1925-2019), scriitor, jurist, dramaturg și istoric literar

## Profesori
- Vasile Petri (1833-1905), filolog, pedagog
- Paul Tanco (1843-1916), doctor în matematică, profesor de matematică-fizică, director al gimnaziului
- Aurel Șorobetea
- Vasile Scurtu
- Vasile Bichigean
- Ion Gheție
- Virgil Șotropa
- Emil Mărcușiu
- Ștefan Scridon
- Teodor Simon
- Octavian Ruleanu
- Emil Catarig
- Grigore Găzdac
- Silviu Sohorca
- Felicia Popescu
- Vioara Pălăgieșu
- Grigore Marțian
- Gheorghe Pleș
- Traian Pavelea
- Ana Vaida

## Galerie

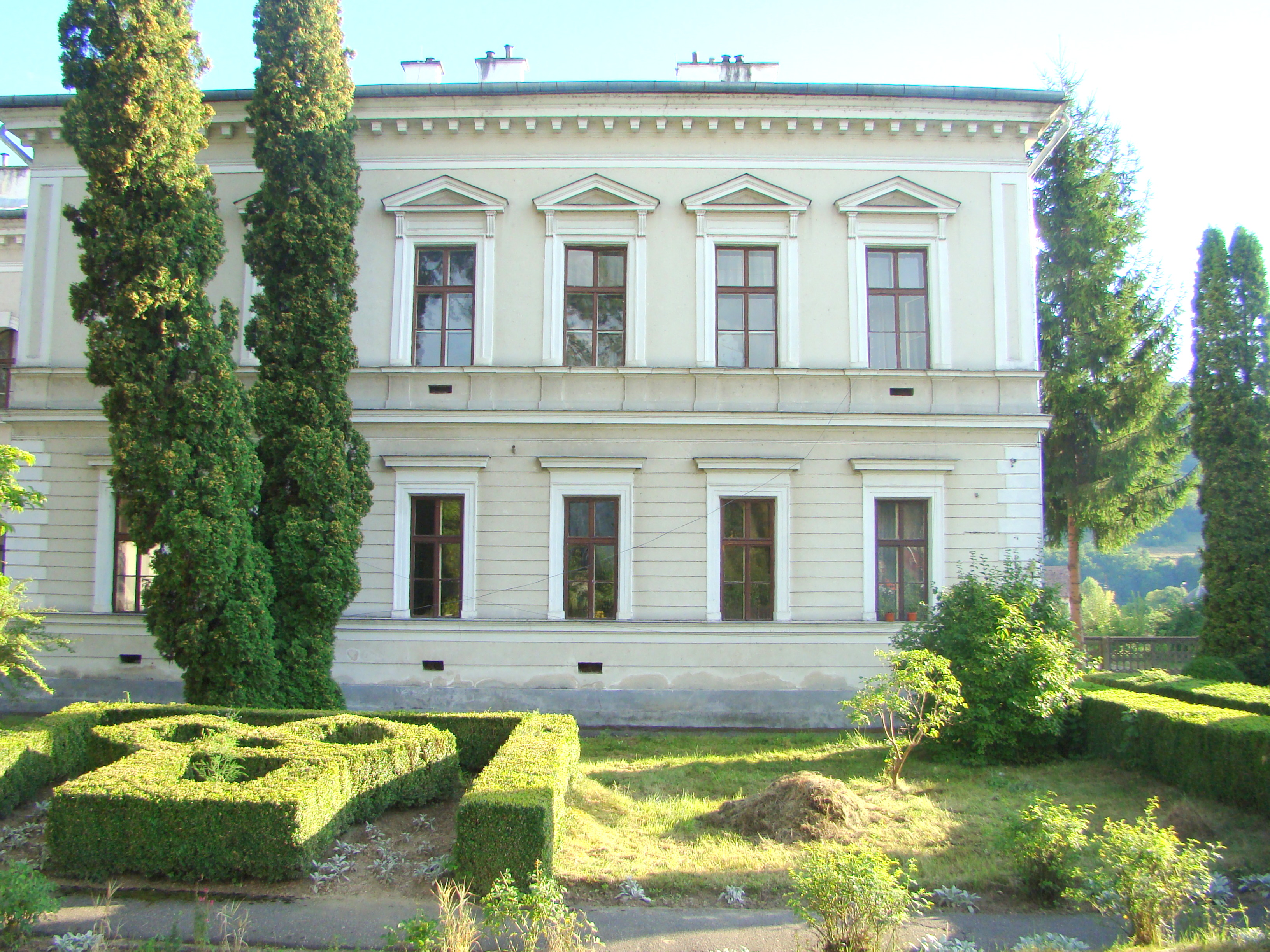
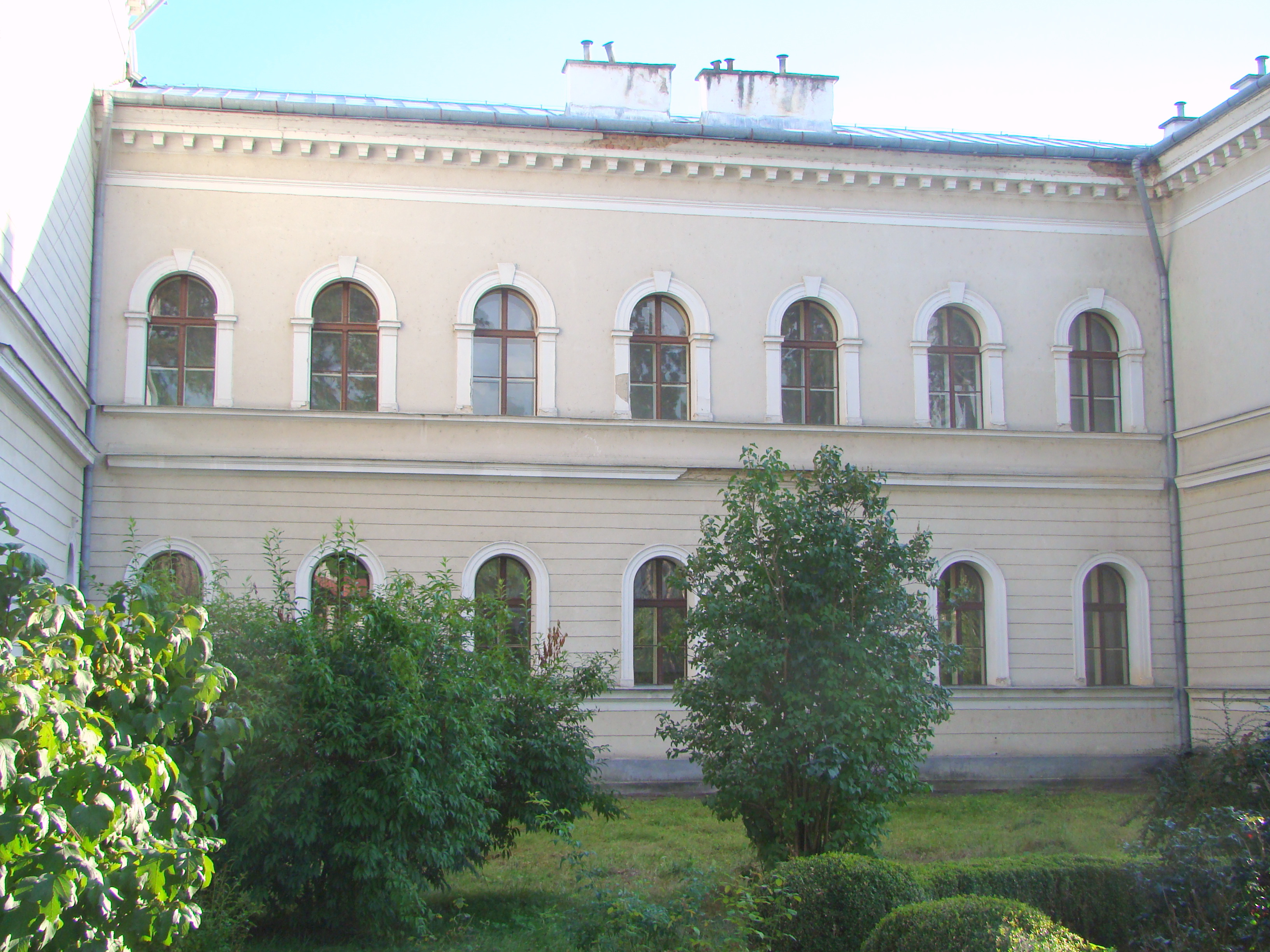
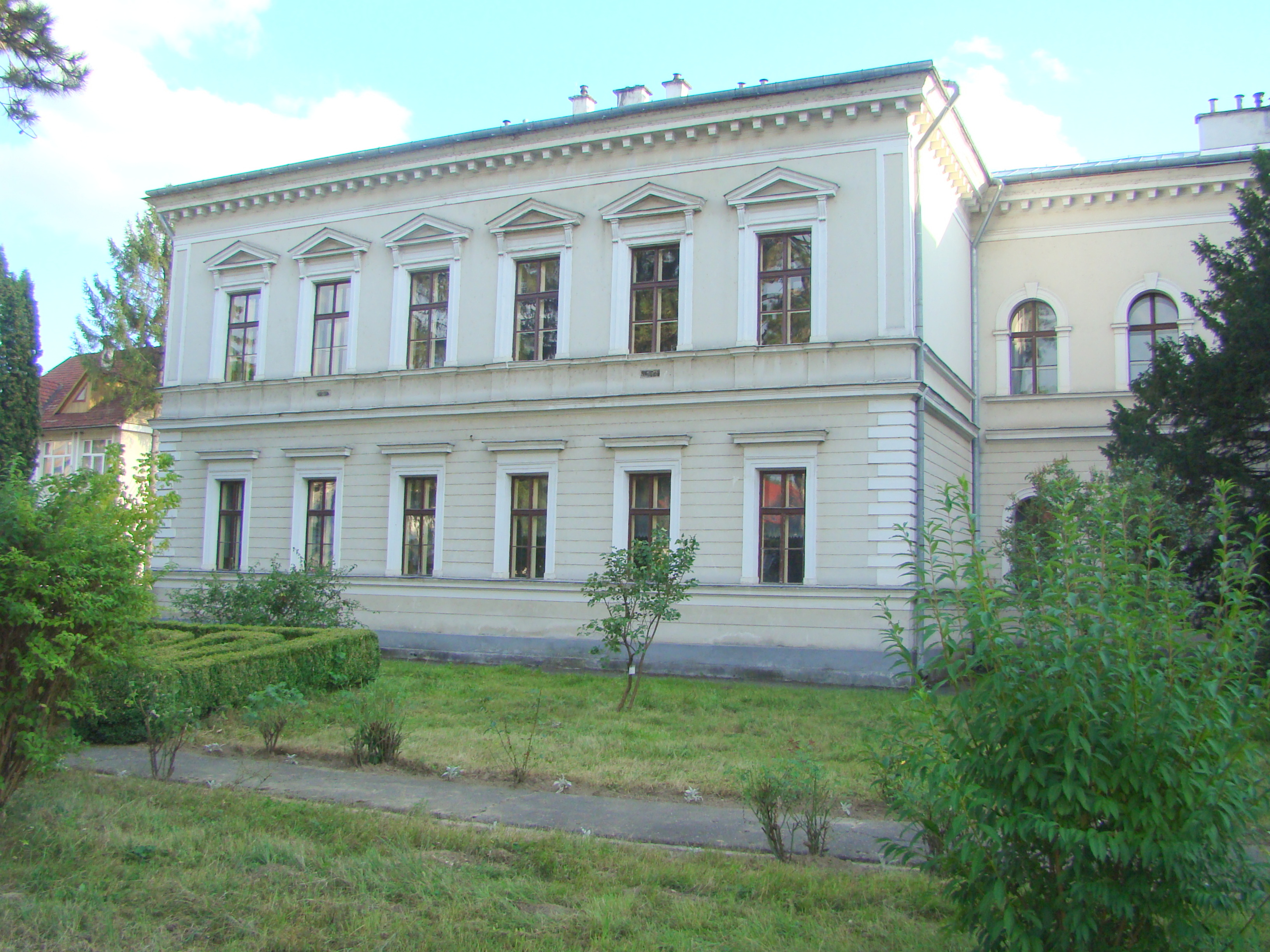